# Mohale's Hoek
Mohale's Hoek är en distriktshuvudort i Lesotho.   Den ligger i distriktet Mohale's Hoek District, i den sydvästra delen av landet, 90 km söder om huvudstaden Maseru. Mohale's Hoek ligger 1 598 meter över havet och antalet invånare är 28 310.
Terrängen runt Mohale's Hoek är kuperad åt sydost, men åt nordväst är den platt. Terrängen runt Mohale's Hoek sluttar västerut. Runt Mohale's Hoek är det ganska tätbefolkat, med 58 invånare per kvadratkilometer. Det finns inga andra samhällen i närheten. Trakten runt Mohale's Hoek består i huvudsak av gräsmarker.